# Redbergslids IK
Maillots
Le  Redbergslids Idrottsklubb (IK)  est un club omnisports basé à Göteborg en Suède.

## Historique
Fondé pendant l’hiver 1916, le club encadre d’abord la pratique du ski, du patinage et du bandy. Dès le printemps 1917, c’est au tour de l’athlétisme et du football d’être adoptés, puis la gymnastique  en 1919, année qui voit la parution du premier bulletin du club, Klubbkamraten. En 1920, les échecs et en 1921 la course d'orientation, très populaire en Suède, se rajoutent. La section masculine de handball est fondée en 1930 et la section féminine en 1935. Le bowling est adopté en 1942 et le basket-ball en 1954.

## Handball
La section handball est incontestablement la fierté du RIK. Sacré 20 fois champion de Suède chez les messieurs (record national), il est à ce jour le seul club suédois à avoir remporté la Coupe d’Europe des clubs champions (en 1959).
Source principale : page historique du club

### Palmarès handball
Compétitions internationales
- Vainqueur de la Coupe d'Europe des clubs champions (1) : 1959
- Finaliste de la Coupe des vainqueurs de coupe en 2003

Compétitions nationales
- Vainqueur du Championnat de Suède (20) : 1933, 1934, 1947, 1954, 1958, 1963, 1964, 1965, 1985, 1986, 1987, 1989, 1993, 1995-1998, 2000, 2001, 2003
- Vainqueur de la Coupe de Suède (2) : 1969, 1988

## Joueurs
Redbergslids IK a compté dans ses rangs certains des meilleurs joueurs suédois de l'histoire, comme Peter Gentzel, Stefan Lövgren, Ljubomir Vranjes et surtout Magnus Wislander, élu meilleur joueur du siècle par la fédération internationale.
- Magnus Wislander : 1979-1990 et 2002-2005
- Peter Gentzel : 1989-1999
- Stefan Lövgren : 1990-1998
- Ljubomir Vranjes : 1990-1999
- Martin Frändesjö : 1992-1998 et 2001-2005
- Jerry Hallbäck : 1992-2004
- Henrik Lundström : 1997-2004 et 2012–2014
- Magnus Jernemyr : 1994-2005
- Matthias Franzén : 1997-2001
- Magnus Linden : 1997-2005
- Dan Beutler : 2002-2003
- Andreas Palicka : 2002-2008
- Martin Boquist : 2000-2003
- Jonathan Carlsbogård : 2013-2018